# Scyrotis granosa
Scyrotis granosa là một loài bướm đêm thuộc họ Cecidosidae. Loài này có ở Nam Phi.